# Leptanthura geocostarioi
Leptanthura geocostarioi är en kräftdjursart som beskrevs av Negoescu 1991. Leptanthura geocostarioi ingår i släktet Leptanthura och familjen Leptanthuridae. Inga underarter finns listade i Catalogue of Life.